# I segreti di Nicholas Flamel, l'immortale - L'alchimista
I segreti di Nicholas Flamel, l'immortale - L'alchimista (The Alchemyst: The Secrets of the Immortal Nicholas Flamel), abbreviato come L'alchimista, è un romanzo fantasy per ragazzi del 2007 dello scrittore Michael Scott, il primo della serie I segreti di Nicholas Flamel, l'immortale.
In Italia è stato pubblicato nel 2008 dalla Arnoldo Mondadori Editore, mentre il secondo volume, intitolato Il mago, è stato pubblicato nel 2009. Il terzo volume, L'incantatrice, è uscito a fine 2010. I titoli degli altri volumi sono: Il negromante, Il traditore e I gemelli.

## Trama
La vicenda si svolge in due giornate (giovedì 31 maggio e venerdì 1º giugno) e racconta la storia di due gemelli quindicenni, Sophie e Josh Newman, e del loro incontro con Nicholas Flamel.
Sophie e Josh sono figli di due archeologi e trascorrono l'estate (durante la quale i genitori sono lontani per una campagna di scavi) a San Francisco, a casa della nonna.
Sophie lavora in una caffetteria, Josh in una libreria che si trova proprio di fronte alla caffetteria.
Quando la libreria viene assalita da strani individui, Sophie e Josh si trovano coinvolti in una lotta fra creature magiche e mitologiche, tra cui Nicholas Flamel, un immortale che custodisce il Libro di Abramo, un tomo che può risvegliare gli Antichi Signori e che essi vogliono. Dopo una strenua lotta Il loro nemico, John Dee, riesce ad impadronirsi del libro e a rapire la moglie di Nicholas,Perenelle, ma Josh strappa le pagine finali, rendendo incompleta la formula. Flamel spiega loro che non sono più al sicuro e che devono venire con lui nel regno di un'Antica Signora: Ecate.
Insieme a Flamel iniziano così a girare il mondo,dove assieme a Scatach,per riuscire a sfuggire da coloro che li avevano aggrediti, gli Oscuri Signori.  Sophie viene risvegliata da Ecate, scoprendo così che lei e il gemello sono i Gemelli del Sole e della Luna, con aure oro e argento, e Josh inizia ad esserne geloso e a temerla, perché Ecate mentre stava per risvegliare anche lui è rimasta uccisa. Rifugiatisi ad Ojai Dee risveglia un esercito di morti poco dopo che Sophie è stata istruita dalla Strega di Endor, che le ha conferito tutto il suo sapere, mettendola però in pericolo rischiando che i ricordi della Strega invadano i suoi.A Ojai Dee parla con Josh,facendogli venire delle domande a proposito di Nicolas.Grazie alla strega di Endor riescono a scappare a Parigi grazie ad una porta di energia, ma Josh è dubbioso: Nicholas Flamel a davvero un amico?Nel frattempo Perenelle è tenuta in prigionia nella prigione di Alcatraz,dove grazie alle sue capacità da Negromante parla con uno spettro,Jefferson Miller,con il quale parla attraverso di lui con Nicolas quando sono nella dimora di Ecate.

## Opere derivate
L'opera di Michael Scott ha suscitato l'interesse di Lorenzo di Bonaventura, produttore ex Warner Bros. e adesso alla Paramount , che sembra fosse intenzionato a rappresentarlo sul grande schermo.

## Edizioni
- I segreti di Nicholas Flamel, l'immortale - L'alchimista, Mondadori 2008, ISBN 88-04-57609-X